# JR貨物ZM6形コンテナ
JR貨物ZM6形コンテナ（JRかもつZM6がたコンテナ）は、日本貨物鉄道（JR貨物）が1993年に製造した事業用無蓋コンテナである。
1993年に羽越本線で台車枠破損が原因のコキ50000形脱線事故が発生した。これを受け、JR貨物では全車両の台車を対策型のTR223F形台車に交換することになり、その台車枠の輸送用としてZM6形が100個製造された。1コンテナ当たり3個（1.5両分）を積載できた。落成後直ちに全国各地の工場等へピストン輸送が開始されたが、その期間は約1年程であった。その後転用される事なく廃止された。